# Баррандовский мост
Баррандовский мост (чеш. Barrandovský most) — автомобильный мост через Влтаву в Праге, построен 1978—1988 гг., до 1990 года назывался «Мост Антонина Запотоцкого» (чеш. most Antonína Zápotockého).
Является важным дорожным узлом южной части города: мост является частью Городской кольцевой дороги и имеет четыре полосы в каждую сторону; он доступен также пешеходам и велосипедистам. Пока не была закончена южная часть D0 Пражской кольцевой дороги, был самым нагруженным элементов в системе улиц Праги (на 2008 год 137000 автомобилей в день). Здесь проходил основной транзитный маршрут, соединявший автомагистраль D1 (направление на Йиглаву и Брно) с автомагистралью D5 (направление на Плзень и Мюнхен).
Ширина моста в разных местах составляет от 40 до 55 м, общая длина 352 м. Мостовое полотно находится на высоте 15 м над уровнем Влтавы. Мост образует с рекой острый угол 53 градуса. На левом берегу моста находится сложная многоуровневая развязка.
Мост украшен огромными бетонными элементами авторства Йозефа Климеша (Josef Klimeš).